# Alamitornis
Alamitornis es un género de ave ornituromorfa basal, posiblemente incluida dentro de la familia Patagopterygidae. Sus restos datan del Cretácico Superior siendo hallados en la formación Los Alamitos en la provincia de Río Negro, en Argentina. Fue nombrado por Federico L. Agnolin y Agustín G. Martinelli en 2009 y la especie tipo es Alamitornis minutus.